# 岩船山クリフステージ
岩船山クリフステージ（いわふねさんクリフステージ）は、栃木県栃木市にて開催される野外コンサート。特定非営利活動法人（NPO法人）岩船山クリフステージが主催するまちおこしイベントである。

## 概要

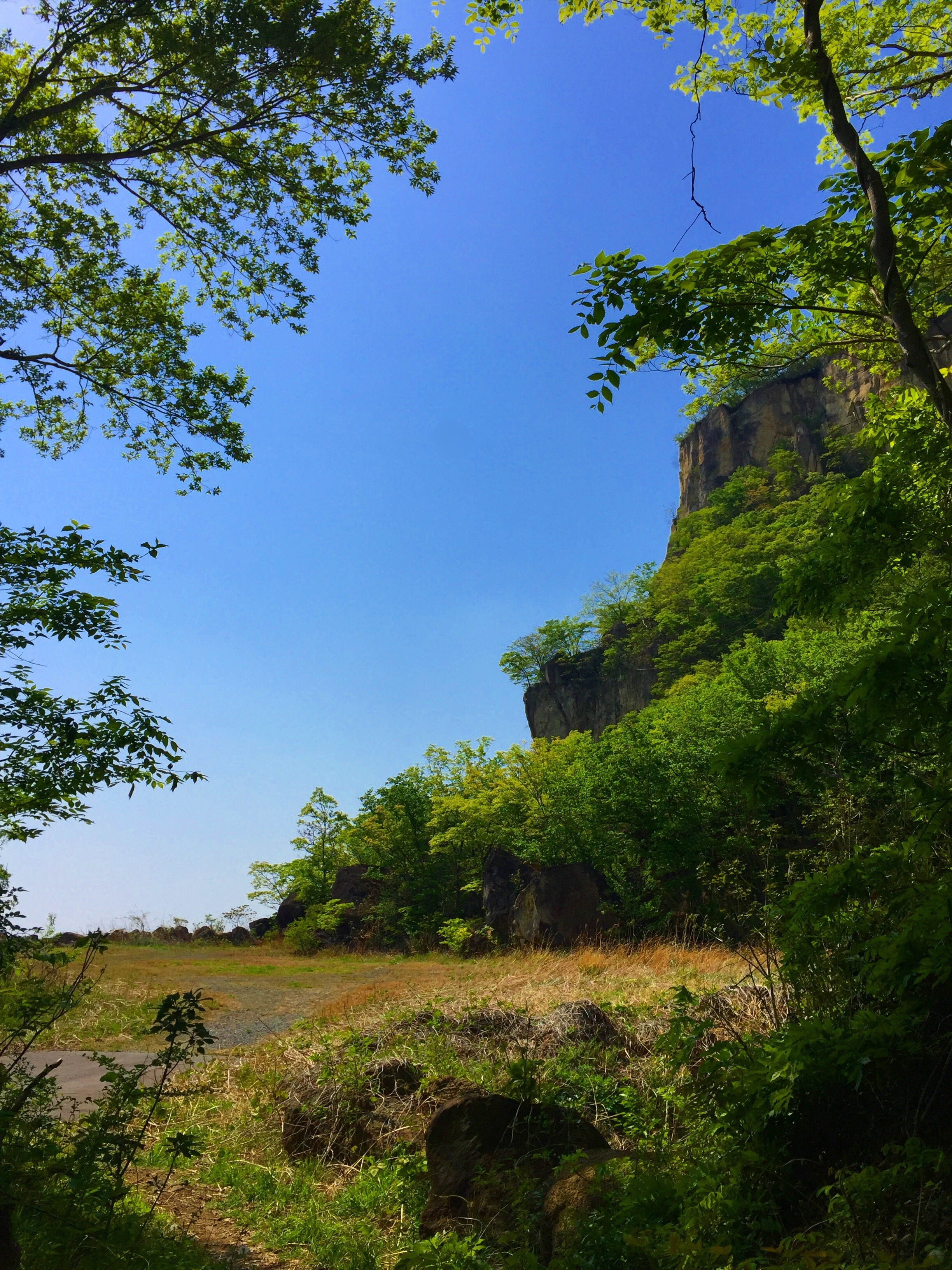
岩船山中腹採石場跡

栃木市の南西部にある山、岩船山（標高172.2m）の中腹採石場跡地を活用し、2000年よりほぼ年1回のペースで開催されている。秋の野外イベントとして始まったが、台風など天候の影響を受けやすいため、2015年以降は開催時期が春（4月末から5月中）に変更された。
切り立った断崖（cliff：クリフ）を背景に特設ステージを設営し、岩肌の音響効果と、崖のライトアップによる視覚効果も狙ったイベントとなっている。
開催当日は、メインステージにおけるイベントの他、これに先立ち、会場内に設置された小規模ステージにてミニライブ等が行われる。また、地元飲食業者の出店による飲食ブースも設置されるため、飲食物の持ち込みは禁止される。

## 沿革
岩船山には日本三大霊山、日本三大地蔵 の一つとされる霊場として東国の人々の信仰を集めた高勝寺がある。また、江戸時代頃より、基礎石等に使用される岩舟石の採石場として賑わって来た。岩舟石の採掘は昭和30年頃ピークを迎えるが、その後はコンクリート二次製品等の普及により建材としての需要は徐々に縮小し、採石業は衰退、切り崩された岩船山中には多くの採石場跡地が残された。
この産業遺産ともいえる岩船山の景観をまちおこしに活用しようと考えた有志により、岩船山クリフステージ実行委員会（後に特定非営利活動法人へ組織変更）が発足、野外コンサートを企画・開催することとなった。
- 1999年8月 - 岩船山クリフステージ実行委員会発足
- 1999年11月 - コスモスホール（栃木市岩舟文化会館）にて日野皓正・菊池雅章出演による「プレコンサート」を開催（野外コンサートの宣伝および活動資金調達のため）
- 2000年10月 - 第1回野外コンサート開催

2014年4月5日、岩船山の所在する地方自治体「下都賀郡岩舟町」は栃木市へ編入合併となった。

## コンサート会場
岩船山の南側および西側斜面（表山・新里山と呼ばれる）に位置する採石場の跡地をコンサート会場や駐車場として使用。ステージ裏手の崖は80ｍ程の高さがある。
因みに、これらの採石場跡地は映画やドラマ・CM、特に、特撮（スーパー戦隊シリーズ・仮面ライダーシリーズ等）物などの撮影ロケ地として頻繁に使用されている。
会場まではJR両毛線岩舟駅から徒歩約20分。当日、終了後に東京都心部などへも電車で十分帰れる時間設定となっている。

## 出演者および開催日

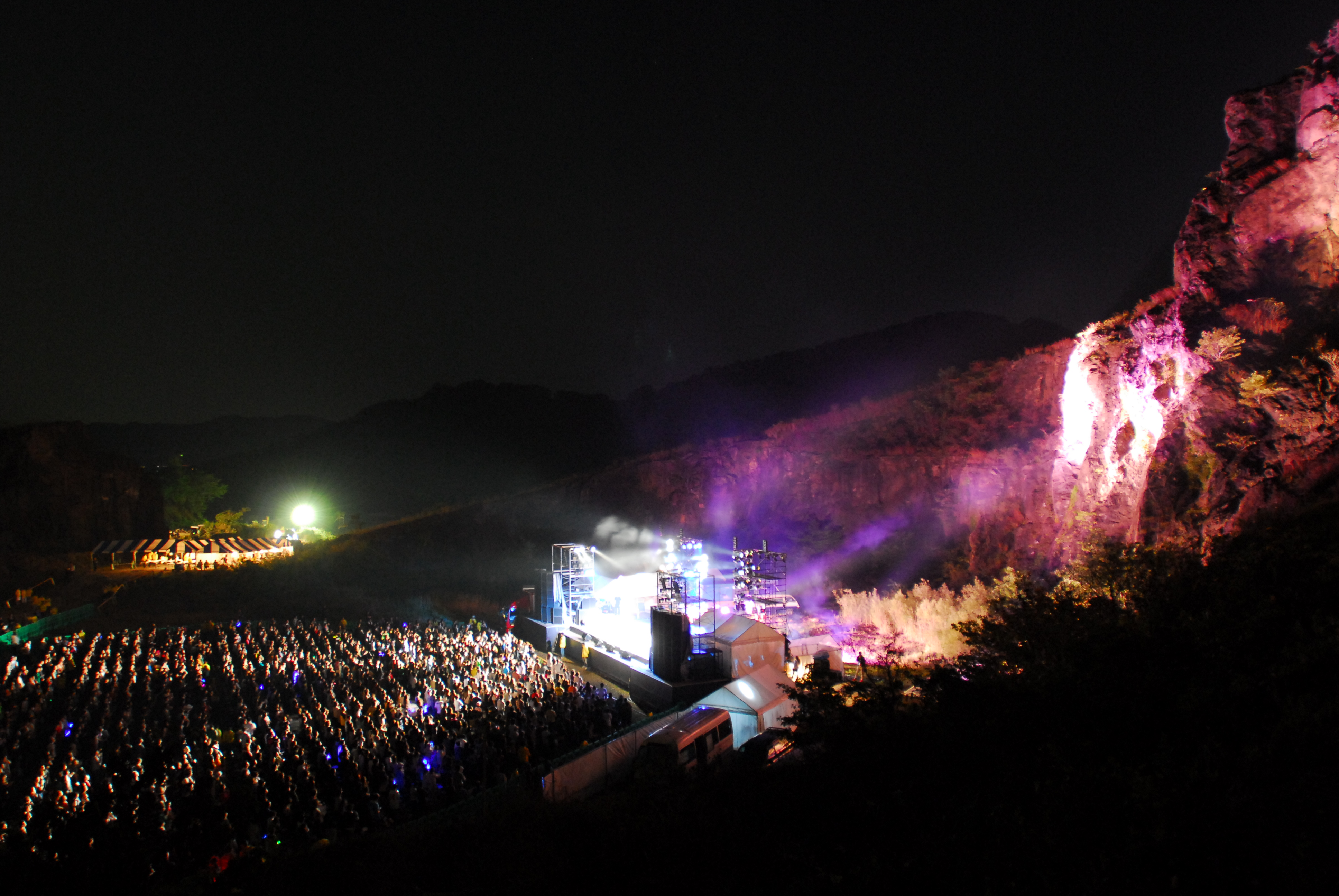
2009年

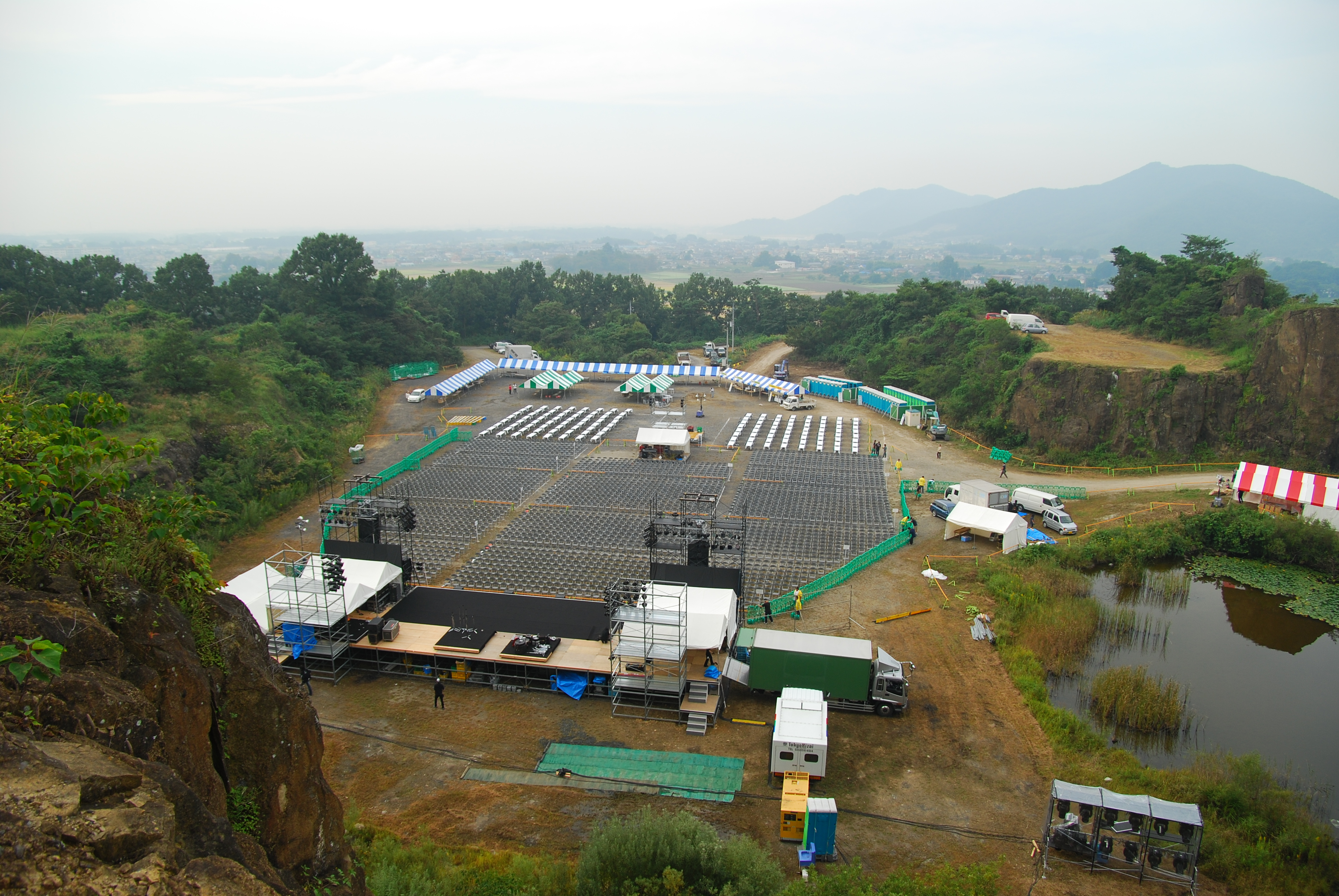
会場設営状況

出典:
| 回   | 出演者                                                    | 開催日                | 備考               |
| ---- | --------------------------------------------------------- | --------------------- | ------------------ |
| 1    | 日野皓正・菊池雅章クインテット                            | 2000年10月22日        |                    |
| 2    | 鬼太鼓座                                                  | 2001年10月20日        |                    |
| 3    | 斎藤ノヴプロデュース 柳ジョージ・大橋純子・上田正樹       | 2002年10月20日        |                    |
| 4    | 夏川りみ・古謝美佐子・上々颱風                            | 2004年6月6日          |                    |
| 5    | 日野皓正・SWING TWILIGHT JAZZ ORCHESTRA                   | 2005年10月30日        |                    |
| 6    | 大黒摩季                                                  | 2006年10月1日         |                    |
| 7    | the brilliant green・Sowelu・星村麻衣・ナナムジカ・他     | 2007年10月21日        |                    |
| 8    | 一青窈・他                                                | 2008年10月5日         |                    |
| 9    | TRF・他                                                   | 2009年10月4日         |                    |
| 10   | PUFFY・BLACK BORDERS                                      | 2010年10月3日         |                    |
| 11   | SPEED・島谷ひとみ                                         | 2011年10月2日         |                    |
| 12   | 鈴木雅之・大澤誉志幸 ゲスト：鈴木聖美・桑野信義・佐藤善雄 | 2012年9月30日         | 荒天により中止     |
| 12.5 | 鈴木雅之・大澤誉志幸 ゲスト：鈴木聖美・桑野信義・佐藤善雄 | 2013年4月21日         | 12回のリベンジ公演 |
| 13   | 杏里・他                                                  | 2013年9月29日         |                    |
| 14   | 山崎まさよし                                              | 2014年10月5日         |                    |
| 15   | BEGIN・藤原さくら                                         | 2015年5月10日         |                    |
| 16   | 石井竜也・ジェームス小野田・他                            | 2016年5月1日          |                    |
| 17   | 小柳ゆき・島谷ひとみ・ビューティーこくぶ・他              | 2017年5月21日         |                    |
| 18   | 郷ひろみ・高樹澪・北山みつき・他                          | 2018年4月29日         |                    |
| 19   | 華原朋美・小柳ゆき・清水アキラ・Chuning Candy・他         | 2019年5月19日         |                    |
| 20   | 奥田民生・PUFFY                                           | 2023年5月14日         |                    |
| 21   | 相川七瀬・クリス-ハート・KIMIKA                           | 2024年5月12日         |                    |
| 22   | May J.・鈴木亜美                                          | 2025年5月11日（予定） |                    |

### 備考
- 第3回野外コンサート（2002年）までは岩船山クリフステージ実行委員会にて主催。その後、実行委員会をNPO法人へ組織変更、第4回（2004年）からはNPO法人岩船山クリフステージ主催となる[5]。
- 2011年3月11日に発生した東北地方太平洋沖地震により、岩船山も崖の崩落等（大規模なもので2か所）の被害を受けた（幸いなことに、崩落による人や家屋等への直接の被害は無かった）[8]。コンサート会場はほぼ無事だったものの、隣接した採石場跡地（駐車場として使用）に大規模な崩落があったため、コンサートの開催が危ぶまれた。しかし、被害を受けた岩船山を「震災を風化させないためのモニュメントに」との思いから、ステージ位置の変更や駐車場の立ち入り禁止区域設置等、安全対策を図った上で10月に第11回となる野外コンサートを開催。なお当日はコンサートに先立ち、会場内および臨時駐車場となった「いわふねフルーツパーク」（観光農園いわふね）にて、協働によるまちおこし事業「Hand In Hand IWAFUNE」が同日開催され、地域のPRイベントの他、震災復興支援のイベント（募金活動を兼ねた餅つき大会等）が企画された[9]。
- 第12回野外コンサート（2012年）は、台風の影響により荒天中止となったため、翌年（2013年）4月、リベンジと銘打ち、同じ出演者にて12.5回目（実質12回目）となる野外コンサートが開催された[10]。
- 第13回野外コンサート（2013年）については、翌年4月に市町村合併を迎えることから、「閉町記念」として開催された[11]。
- 第15回野外コンサート（2015年）は9月下旬-10月上旬における台風の影響等、天候に起因するリスク軽減のため、試みに5月10日開催となった。昼のサブステージイベントは強風の影響を受けたが、メインステージは順調に行われた。その後、第16回野外コンサートからは4月末-5月に開催されている。
- 第20回野外コンサートについては、2020年5月10日、hitomi、Do As Infinityの出演にて開催を計画していたが、新型コロナウイルス感染症拡大の影響で中止となった。コロナ禍の収束を待ち、改めて奥田民生・PUFFYの出演にて2023年5月14日に開催された。

## その他
- Hand In Hand IWAFUNE

第11回野外コンサートと同日開催された、協働によるまちおこし事業「Hand In Hand IWAFUNE」は、その後第12回・第13回にも引き続き行われた（第12回野外コンサートは、Hand In Hand IWAFUNE終了後の17：00に荒天中止が発表されている）。
- オリジナルワイン販売

栃木市岩舟町近辺はぶどう生産が盛んなこともあり、第18回野外コンサート開催当日、会場内飲食ブースにてクリフステージオリジナルワイン「歓声」の販売が行われた（地元ぶどう組合とのコラボレーション企画）。ちなみに「歓声」というネーミングは、第17回野外コンサート来場者からの公募によるものである。
- 環境問題への配慮

コンサート会場内の飲食ブースにおいては、第8回野外コンサートよりリユースカップや国産間伐材による割り箸等が活用されている。※リユース食器の使用については、新型コロナウイルス感染症対策のため、現在は休止。

## 周辺の施設等
- 岩舟駅
- 高勝寺
- いわふねフルーツパーク
- とちぎ花センター
- 高岡山高平寺
- みかも山公園（三毳山）
- 道の駅みかも
- 佐野プレミアム・アウトレット